# Десмонд, Виола
Виола Айрин Десмонд (англ. Viola Irene Desmond; урожд. Дэвис, Davis, 6 июля 1914, Галифакс — 7 февраля 1965, Нью-Йорк, США) — канадская предпринимательница, известная как борец с расовой сегрегацией.

## Биография

### Семья и начало деловой карьеры
Виола Айрин Дэвис родилась в 1914 году в Галифаксе (Канада) в многодетной смешанной семье, где помимо неё было ещё 10 детей. Её отец Джеймс Альберт Дэвис, выходец из негритянской семьи среднего достатка, несколько лет проработал портовым грузчиком, затем открыв парикмахерскую. Мать Виолы, Гвендолин, была дочерью белого священника; её семья переехала в Галифакс из Коннектикута. Семья Дэвисов была частью большой негритянской общины Галифакса.
После непродолжительного периода в роли учительницы в двух негритянских школах Галифакса Виола поступила в Школу косметологии Филда в Монреале — одно из немногих на тот момент в Канаде высших учебных заведений, принимавших чернокожих студентов. Она продолжила обучение в Атлантик-Сити и в Нью-Йорке и по возвращении в Галифакс открыла там косметический салон, обслуживавший в основном негритянскую клиентуру. Бизнес оказался прибыльным, и Виола сначала открыла косметологическую школу (в которой учились в том числе чернокожие студентки из Нью-Брансуика и Квебека и которая готовила до 15 выпускниц в год), а затем расширила сеть своих салонов по всей провинции Новая Шотландия.

### Инцидент в кинотеатре
8 ноября 1946 года, по пути на деловую встречу в Сидни (Новая Шотландия), автомобиль Десмонд сломался в небольшом городке Нью-Гласгоу, и его починка должна была занять несколько часов. Чтобы убить время, Десмонд решила пойти в кино на новый фильм «Тёмное зеркало». В кассе кинотеатра «Роузланд» она попросила билет в партер, но вместо этого кассир выбил ей билет на балкон, места на котором обычно предназначались для цветной публики (расовая сегрегация в Канаде не была официальной, но всё ещё часто практиковалась в эти годы). Не обратив внимания на это, Десмонд попыталась войти в зал, но была остановлена билетёром, который указал ей, что её билет действителен только для мест на балконе. Десмонд вернулась в кассу и попросила заменить билет, предложив доплатить разницу в цене, но кассир отказался это сделать, сославшись на то, что ему не разрешено продавать билеты в партер «таким, как она». Когда Десмонд всё же попыталась пройти в партер со старым билетом, её выволокли из зала и отправили в полицейский участок. В ходе ареста она получила травмы бедра и колена.
Десмонд провела ночь в камере и на следующее утро предстала перед судьёй по обвинению в попытке уклониться от уплаты провинциального налога на развлечения (налог на билет на балкон и в партер в «Роузланде» различался на один цент). Хотя Десмонд доказывала, что была готова заплатить разницу в цене на месте, суд (обвинителем в котором выступал менеджер кинотеатра Генри Макнил) приговорил её к уплате штрафа в размере 26 долларов. Во время слушания Десмонд не был предоставлен защитник; её даже не проинформировали, что она имеет на это право.
На протяжении судебного слушания в Нью-Глазго расовая принадлежность Десмонд не была упомянута ни разу. Тем не менее она сочла очевидным, что её настоящим «преступлением» была попытка занять место, отведённое для белых зрителей. В данном позже газете Toronto Daily Star интервью Макнил настаивал, что официального запрета на продажу билетов в партер чернокожим не существует, но «принято», чтобы они занимали места на балконе. Муж Виолы, бизнесмен Джек Десмонд, сталкивавшийся с подобной неофициальной дискриминацией неоднократно, советовал ей махнуть на это рукой. Однако по совету одной из постоянных клиенток своего салона Десмонд решила обратиться с жалобой в Ассоциацию развития цветного населения Новой Шотландии (англ. Nova Scotia Association for the Advancement of Coloured People, NSAACP). В её защиту активно выступила Карри Бест, основательница газеты Clarion и борец за расовое равноправие, за пять лет до этого пострадавшая в аналогичной ситуации в том же кинотеатре и затем проигравшая гражданский иск против его владельца.
Активисты NSAACP собрали для Десмонд деньги на судебный процесс, и она обратилась к адвокату. Им был белый юрист Фредерик Биссетт, который, полагая, что доказать носившую неофициальный характер расовую политику будет слишком сложно, поначалу построил дело не как защиту гражданских прав своей клиентки (как базовых прав человека, так и легальных прав на юридическую защиту в суде первой инстанции), а как гражданский иск о компенсации против кинотеатра «Роузланд» и его менеджера. Последние обвинялись в физическом насилии, злонамеренном судебном преследовании и неправомерном лишении свободы. Этот иск до суда не дошёл, и в итоге в январе 1947 года в суд попала лишь апелляция на осуждение в уголовном суде. Эту апелляцию рассматривал член Верховного суда Новой Шотландии Мейнард Браун Арчибальд, который в итоге отклонил её по формальной причине — срок обжалования приговора в суде графства успел истечь. Апелляция затем рассматривалась уже полным составом Верховного суда Новой Шотландии, но была также отклонена из-за процедурных нарушений. В то же время член расширенного состава суда Уильям Лоример Холл отметил в своём юридическом заключении: 

Остаётся сомнительным, был ли менеджер театра, подавший в суд, столь ревностен из-за искренней уверенности в том, что имела место попытка недодать провинции Новая Шотландия один цент, или же это было скрытое стремление навязать действие закона Джима Кроу, злоупотребляя функциями общественного органа.Оригинальный текст (англ.)One wonders if the manager of the theatre who laid the complaint was so zealous because of a bona fide belief that there had been an attempt to defraud the province of Nova Scotia of the sum of one cent, or was it a surreptitious endeavour to enforce a Jim Crow rule by misuse of a public state.

### Дальнейшая судьба

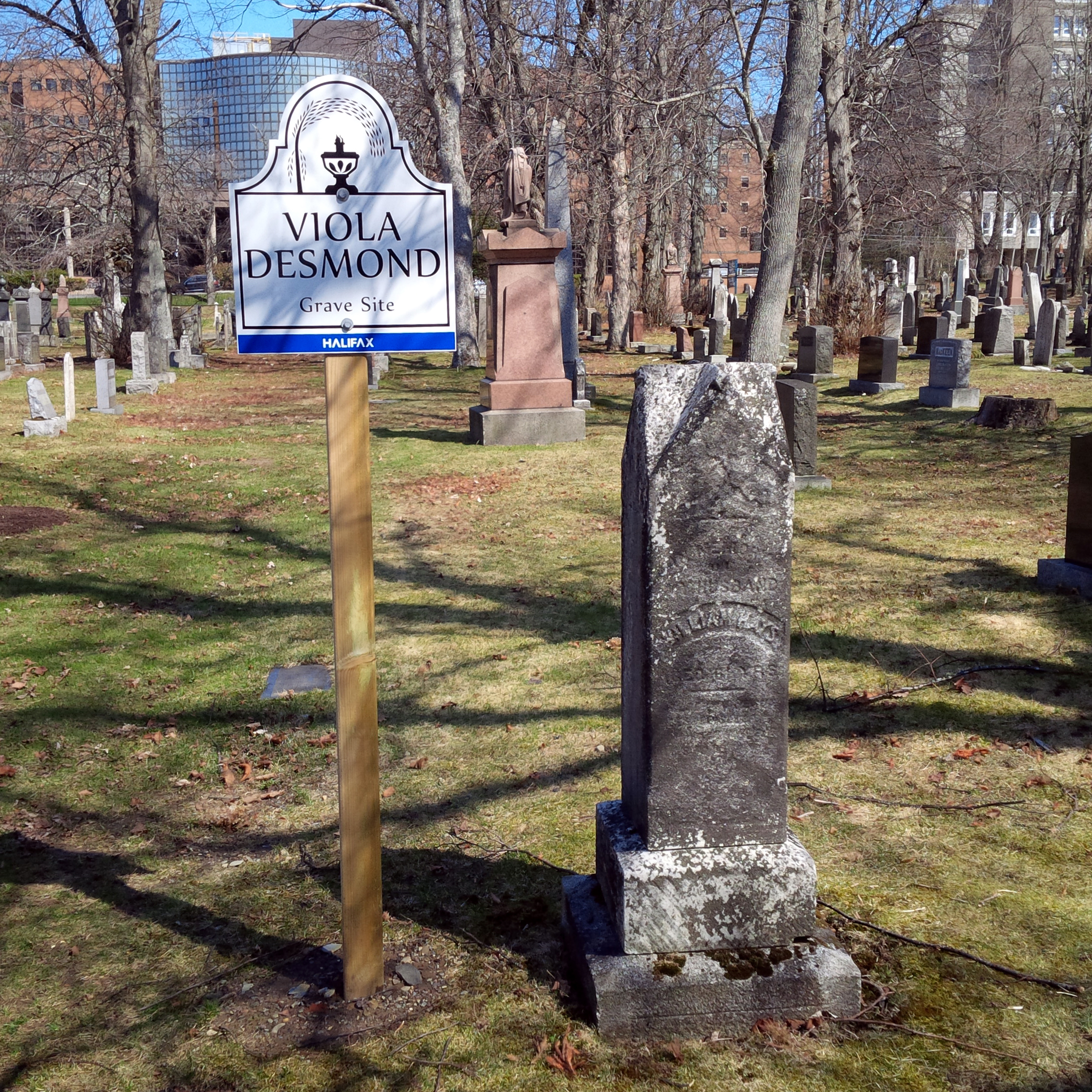
Могила Виолы Десмонд в Галифаксе

Процесс Десмонд, наряду со значительной публичной поддержкой, вызвал и критику со стороны некоторой части цветного населения провинции; её называли разжигательницей расовой розни и намекали на то, что её мотивы не имели ничего общего с борьбой за равные права для негров. После отклонения апелляции Биссетт отказался брать гонорар со своей клиентки, и собранная к этому времени сумма была использована NSAACP для продолжения борьбы с расовой сегрегацией. Брак Виолы Десмонд в дальнейшем распался («Канадская энциклопедия» называет одной из возможных причин этого судебный процесс с её участием), она закрыла своё дело в Новой Шотландии и переехала в Монреаль. Она умерла в Нью-Йорке в 1965 году, через 11 лет после того, как расовая сегрегация в Новой Шотландии была запрещена законодательно.

## Память
История Виолы Десмонд получила широкую известность через несколько десятилетий, в первую очередь благодаря усилиям её сестры Ванды Робсон. В 2010 году в свет вышла книга Робсон «Сестра Отваги» (англ. Sister to Courage). В апреле того же года Виола Десмонд была посмертно реабилитирована лейтенант-губернатором Новой Шотландии Майанн Фрэнсис в ходе специальной церемонии в Галифаксе, на которой были также принесены официальные извинения премьер-министром провинции Дарреллом Декстером.
В 2010 году в Университете Кейп-Бретона (Новая Шотландия) была учреждена кафедра социальной справедливости имени Виолы Десмонд. В 2012 году почта Канады выпустила марку с её портретом. В декабре 2016 года было объявлено, что портрет Десмонд, известной к этому времени как «канадская Роза Паркс» (хотя её процесс на девять лет опередил акцию Розы Паркс в США), станет первым портретом женщины-канадки на местных банкнотах, сменив изображение первого премьер-министра Канады Джона А. Макдональда на 10-долларовой купюре. Решение разместить портрет канадской женщины на банкноте было принято в марте того же года, и Десмонд опередила таких кандидаток, как мохокская писательница Полин Джонсон, инженер-авиаконструктор Элси Макгилл, легкоатлетка Бобби Розенфельд и журналистка-суфражистка Идола Сен-Жан. Выпуск банкнот с портретом Десмонд был назначен на 2018 год, однако в 2017 году, к 150-летнему юбилею Канады, была выпущена 10-долларовая купюра с портретами четырёх деятелей прошлого, включая первую женщину-парламентария Канады Агнес Макфейл, таким образом опередившую Десмонд.